# Lo que son las cosas
«Lo que son las cosas» es una canción de la cantante puertorriqueña Ednita Nazario del álbum del mismo nombre. La canción alcanzó el puesto n.º 2 en los Billboard Hot Latin Tracks en 1991. La canción fue eclipsada por «Mi deseo» de Los Bukis tras llegar al puesto n.º 1 en mayo de 1991.

## Versión de Anaís
«Lo que son las cosas» es el segundo sencillo del álbum debut Así soy yo de la cantante dominicana Anaís. Primero cantó la canción mientras competía en Objetivo Fama con excelentes críticas.
La canción resultó ser un gran éxito para Anaís, entrando en la lista "U.S Latin Tropical Airplay chart", "The World Latin charts", y a los Billboard Hot Latin Songs, donde se mantuvo en la posición n.º 1 durante 6 semanas. La canción ganó dos premios en los premios Billboard por "Tropical Airplay Song of the Year" y "Latin Pop Airplay song of the year" 2006.

### Posición en listas
| Listas (2006)                            | Posición alcanzada |
| ---------------------------------------- | ------------------ |
| Billboard Hot 100                        | 79                 |
| Billboard Hot Latin Tracks               | 1                  |
| Billboard Latin Tropical/Salsa Airplay   | 1                  |
| Billboard Latin Regional Mexican Airplay | 11                 |

### Video
En el vídeo musical, Anaís parece ser la modelo del director y pasa por numerosos cambios de ropa mientras canta la canción.

## Versión de Yuridia
«Lo que son las cosas» es el segundo sencillo del álbum Para mí de la intérprete mexicana Yuridia. Fue confirmado por la disquera de la cantante Sony Music el 27 de febrero de 2012. Yuridia nos relata que la primera vez que escuchó este tema fue cuando su madre se la interpretó y le dijo: "Mi hijita yo quiero que cantes esta canción algún día", Yuridia al terminar de escuchar la canción se llenó de emoción.
La canción también forma parte del primer álbum en vivo de la cantante, Primera fila: Yuridia. «Lo que son las cosas» fue uno de los 17 temas incluidos.

### Vídeo
El videoclip del tema fue grabado en la última semana del mes de abril, este video fue filmado en una lujosa casa de uno de los sectores más exclusivo de la ciudad de México y fue lanzado el lunes 28 de mayo de 2012 por Youtube/VeVo.

### Posición en lista
| Listas (2012)          | Posiciones radiales |
| ---------------------- | ------------------- |
| Monitor Latino General | 18                  |
| Monitor Latino Pop     | 8                   |

## Otras versiones
- Tito Nieves, cantante puertorroqueño grabó una versión en salsa.
- Yuri, cantante mexicana
- Paul Anka, cantante canadiense.
- Alacranes Musical, agrupación mexicana.
- Koke Núñez, Cantante Chileno (proveniente del programa Rojo: el color del talento)
- Eddie Santiago, cantante de salsa romántica.
- Yoanna Martínez, cantante de música tejana; esta versión fue producida por Manuel Herrera (Ganador del Grammy) y editada en el disco Divaluna del año 2020.